# Liébana
Liébana (o La Liébana) es una comarca histórica de Cantabria (España), una de las mejor definidas de la comunidad autónoma. Tiene una extensión de unos 570 kilómetros cuadrados y se localiza en el suroeste de Cantabria. Limita al norte con Asturias y el municipio cántabro de Peñarrubia (Saja-Nansa), al oeste con Castilla y León (provincia de León), al sur con la misma comunidad (provincia de Palencia) y al este con los valles cántabros de Lamasón, Rionansa y Polaciones, pertenecientes a la comarca antes mencionada.
A pesar de que ya existe una ley de comarcalización de Cantabria, esta todavía no ha sido desarrollada, por lo tanto la comarca no tiene entidad real.

## Municipios de la comarca
- Cabezón de Liébana: de un tamaño medio, residen en él unas 600 personas.
- Camaleño: es el municipio más grande de la comarca y cuenta con unos 1000 habitantes.
- Cillorigo de Liébana: municipio que da acceso a la comarca. Su cercanía con Potes lo hace acoger a unos 1300 habitantes.
- Pesaguero: es uno de los municipios más alejados y despoblados de la comarca y solo tiene 300 habitantes.
- Potes: es el único núcleo urbano de la comarca y ejerce como capital. Tiene unos 1400 habitantes.
- Tresviso: con tan solo 70 habitantes, aunque forma parte de esta comarca, está aislado del resto de municipios.
- Vega de Liébana: municipio de considerable extensión, viven en él unas 800 personas.

## Situación geográfica

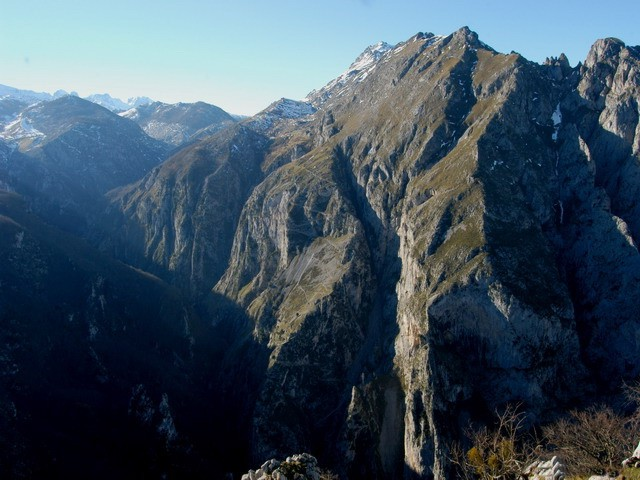
Senda de La Peña en los Picos de Europa. El turismo activo está muy asentado en la comarca de Liébana. En la imagen se aprecia el antiguo camino minero que comunicaba el pueblo Tresviso con Urdón, siendo una de las rutas de senderismo más importantes de Cantabria.

La comarca está enclavada en los Picos de Europa, su orografía a modo de gran hoya entre murallones de piedra caliza ha hecho de ella la mejor definida de Cantabria. De difícil acceso, se trata de una comarca rural cuya capital se sitúa en Potes. Está bastante aislada del resto de Cantabria, puesto que su acceso por carretera se realiza curiosamente desde otras comunidades autónomas, principalmente por la N-621: esta vía entra en la comarca desde León a través del Puerto de San Glorio, y sale de ella hacia Asturias y el resto de Cantabria a través del largo y angosto Desfiladero de La Hermida, siguiendo siempre el curso del río Deva. El único otro acceso al valle por carretera se hace a través del puerto de Piedrasluengas, partiendo desde la localidad palentina de Cervera de Pisuerga.
Es una comarca montañosa cerrada, constituida por cuatro valles (Valdebaró, Cereceda, Valdeprao y Cillorigo) que confluyen en Potes, centro de la comarca. Sus principales ríos son el Deva, el Quiviesa y el Bullón. En su relieve escarpado destaca la roca caliza del periodo Carbonífero, afectada por procesos kársticos. pizarras y areniscas aparecen en los fondos de los valles.
Su condición de gran valle cerrado, con grandes diferencias altitudinales y de fuertes pendientes proporciona una gran variedad de condiciones ambientales que dan lugar a una multitud de formaciones vegetales: encinas, alcornoques, hayas, robles (Quercus robur, Quercus pyrenaica), prados de pasto y tierras de cultivo. Su relieve cerrado hace que tenga un microclima diferente al del resto de la región, afectado por un clima atlántico.
Así, en el fondo del valle de Liébana se disfruta de un clima mediterráneo, que se transforma progresivamente y a medida que ascendemos en un clima atlántico húmedo hasta alcanzar características subalpinas en las altas cumbres de los Picos de Europa. Las temperaturas medias anuales son de 28 °C para las máximas y 8 °C en las mínimas, con un nivel pluviométrico menor al de otras zonas de Cantabria (800 mm anuales frente a los 1000-1200 mm de media de la región).

## Historia

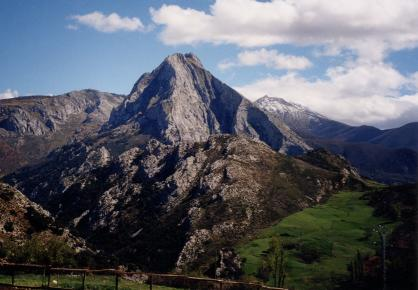
Imagen de Peña Ventosa en Liébana.

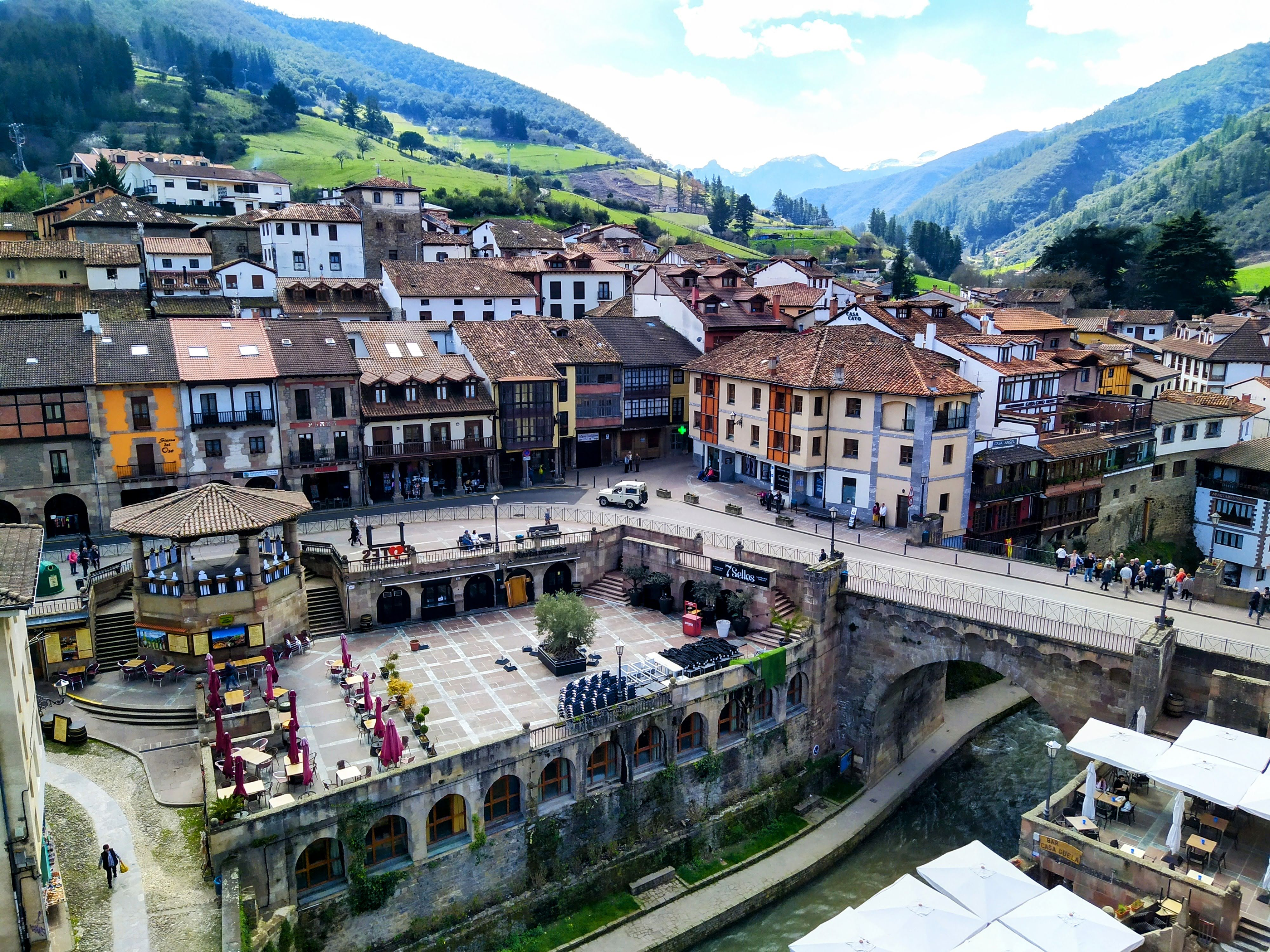
Centro de la localidad de Potes, cabecera comarcal de Liébana.

En un contexto de cristianización, Liébana conoce gracias a su aspecto enclavado, un periodo de crecimiento como centro monástico en Cantabria con la multiplicación de iglesias y monasterios. A partir del año 714 cuando la capital de los Cántabros, Amaya es arrasada por los musulmanes, el condado de Liébana se convierte en un refugio inexpugnable para los Duques de Cantabria [cita requerida] (Dux Favila, Pedro de Cantabria y Alfonso I su hijo). La Reconquista nace en Liébana con la resistencia de los Cántabros en el recinto natural de Liébana. [cita requerida]Don Pelayo es presentado en ciertas fuentes como el hijo de Favila, Duque de Cantabria. De Liébana salen los cántabros a liberar Gijón ocupado por Munuza, y liberar los asturianos, primera etapa de la reconquista.[cita requerida]
En la narración de la batalla de Covadonga en las crónicas de Alfonso, la mayor parte de los episodios bélicos se desarrollan la zona de Liébana, siendo la única zona donde se hicieron hallazgos arqueológicos de la época de Don Pelayo:
- en Liébana: «Entonces los de las huestes de los Sarracenos que habían sobrevivido a la espada, al derrumbarse un monte en Liébana, fueron sepultados por el juicio de Dios».
- a lo largo del río Deva que es mencionado tres veces en la Crónica Albeldense, cuyo cauce va por el desfiladero de La Hermida.
- en Cosgaya: «Cuando marchaban por lo alto del monte que está sobre la ribera del río que se llama Deva, junto a la villa que llaman Cosgaya, ocurrió por sentencia de Dios que ese monte, revolviéndose desde sus fundamentos, lanzó al río a los 63.000 hombres, y allí los sepultó a todos el tal monte"'.
- en la Muralla de Amuesa: "63 000 que habían quedado subieron a la cima del monte Auseva, y por el lugar de Amuesa bajaron a Liébana"[7]. Se encontraron en 2011 tres puntas de flecha compatibles con este relato en el Castillo de Subiedes.[8]
- en el Monte Subiedes: se erige en lo alto de la montaña donde, según las mismas crónicas, aconteció el "argayo", desastre final de las tropas musulmanas tras la batalla de Covadonga. El 14 de junio de 2013 se produzo un argayo en exactamente el mismo lugar, es decir en Sebrango que es la ladera opuesta a Subiedes.
- en Santa Olalla: donde muere Munuza: no hay consenso sobre el lugar exacto pero es muy común en la zona: podría ser en Santa Eulalia en Cobeña (el cerrojo de entrada del desfiladero de la Hermida, o el lugar de Santa Eulalia que hasta la década de 1950 se denominó Santa Olalla y se encuentra el yacimiento de un castro datado en torno a los siglos VIII-IX, punto final de la expedición de Munuza en el caso de escapar por Cabezón de Liébana.
- en Brez (o Brete) que es el lugar donde Pelayo es advertido de la presencia de los moros y tiene que acudir a la defensa de Cosgaya.

Después de la batalla de Covadonga, Pelayo decide instalar su corte en los Picos de Europa pero en el vertiente asturiano del monte Auseva, a 10 km de Covadonga, en Cangas de Onís, fundando el Reino de Asturias. Durante casi dos siglos, su proximidad con el poder cristiano abre el periodo de mayor esplendor socioeconómico y cultural para Liébana.
Al morir el rey Alfonso III en el año 910, su sucesor, García I de León trasladó la capital a León para poder controlar con más eficacia los nuevos territorios incorporados al reino, lo que constituirá el inicio de una decadencia que convertirá a Liébana en un espacio cada vez más periférico.
A finales del siglo XII y principios del siglo XIII figuran como tenentes de Liébana varios girones: Rodrigo Gutiérrez Girón, Gonzalo Rodríguez Girón y Rodrigo González Girón. Gonzalo habría sido el señor más poderoso de la zona, ya que ostentaba también las tenencias de Pernía, Peñas Negras y Cervera.
A finales del siglo XIV, el rey Juan I de Castilla otorgó el señorío de Liébana a su primo Don Juan Téllez de Castilla, Señor de Aguilar de Campoo e hijo del Infante Don Tello de Castilla.
A mediados del siglo XV, la posesión del señorío de Liébana dio origen a una de las frecuentes guerras nobiliarias de aquel tiempo y, posteriormente, a un largo pleito entre los Marqueses de Aguilar de Campoo, herederos de Don Juan Téllez de Castilla y los sucesores del segundo matrimonio de su esposa, Doña Leonor de la Vega, los Duques del Infantado de la Casa de Mendoza.
En 1576 los tribunales dictaron sentencia a favor de la casa del Infantado.
En la Edad Moderna llevó el nombre de Provincia de Liébana, gobernada por un corregidor y Juntas, que fueron cofundadoras de la provincia de Cantabria en 1778.
Entre 1785 y 1833 formó parte de la Intendencia de Burgos.
En 1934 las fuerzas de izquierda asaltaron el cuartel de la Guardia Civil de Potes durante la Revolución de octubre de 1934, deteniendo a los guardias y formando un Comité Revolucionario, hasta que ante el avance de fuerzas gubernamentales desde La Hermida se vieron forzados a huir hacia las montañas.

## Monasterios
Hay constancia de la existencia de monasterios en Liébana desde el siglo VIII, consecuencia de la llegada de cristianos de la Meseta durante la repoblación ordenada por Alfonso I, tras el desalojo de los musulmanes. Se levantarán más de una docena cenobios distribuidos por el territorio de la comarca entre los que destaca el de San Martín de Turieno, posteriormente renombrado como Santo Toribio.
De estos primeros asentamientos monacales están documentados los de San Salvador de Vileña en la Sierra de Villeña entre Pembes y Cosgaya y, en las cercanías de Fuente Dé; Santa María en Cosgaya, Santos Facundo y Primitivo en Tanarrio; San Salvador de Osina; San Pedro de Vión; Santa María de Baró; San Pablo y San Pedro de Naroba; San Adrián y Santa Natalia de Sionda, en Argüébanes; Santa María de Naranco, San Esteban de Mesaina en Mieres, y Santa Leocadia de Cebes.
Sobre el siglo X se levantarán los monasterios de Santiago de Colio, San Vicente de Potes, San Julián de Congarna y el de Santa Eulalia en Lon. En dicho siglo destacó el Real Monasterio de San Juan de Naranco, situado al pie de Peña Vieja, que aparece citado por vez primera en 932.
La mayoría de estos monasterios tuvieron una vida efímera y fueron monacatos de poca entidad, absorbidos rápidamente por el crecimiento de San Martín de Turieno y ya en el siglo XI por el de Santa María de Piasca.

## Demografía y economía

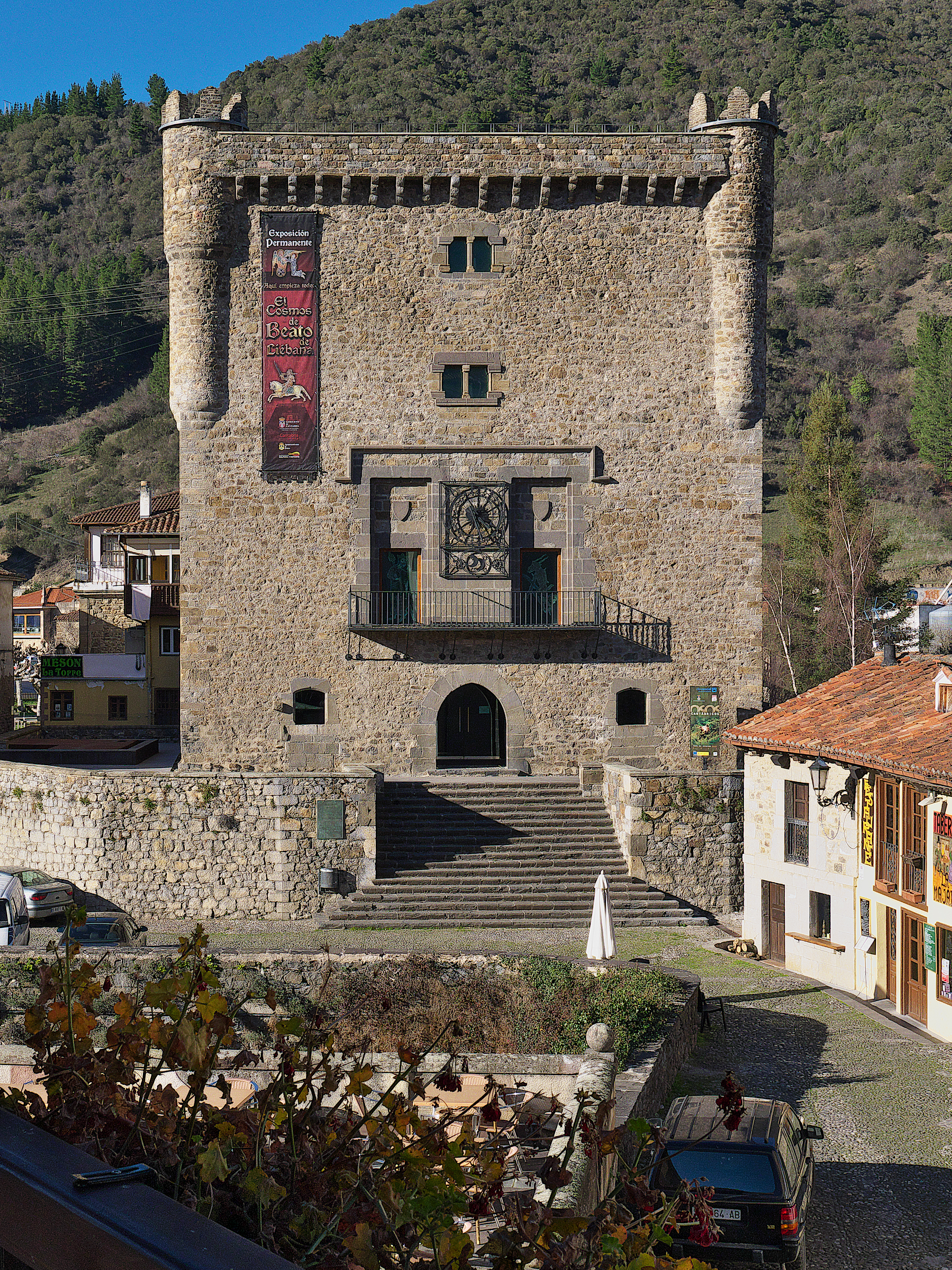
Torre del Infantado, Potes.

La población total de la comarca alcanza la cifra de 5860 habitantes, según datos del INE del año 2006 (ver tabla). Según los datos del mismo año, sus tres núcleos más poblados, de mayor a menor, son: Potes (1499), Cillorigo de Liébana (1215) y Camaleño (1088). Y sus tres núcleos menos poblados, de menor a mayor, son: Tresviso (76), Pesaguero (360) y Cabezón de Liébana (686).
La economía en la comarca de Liébana ha cambiado del sector primario al auge del turismo rural, fruto de su importancia paisajística y del reclamo que provoca el parque nacional de los Picos de Europa. No obstante, el desarrollo que ha supuesto el turismo ha afectado casi exclusivamente a la localidad de Potes, cabecera comarcal, en detrimento de las demás poblaciones del valle. Así, el crecimiento poblacional de los últimos años en Potes no se ve reflejado en los demás núcleos de población, que están afectados por una evolución demográfica negativa. Además del turismo, el sector primario sigue manteniendo su relevancia en la comarca, especialmente el cultivo de la vid (para producir vino y orujo), así como la producción hortofrutícola. El sector industrial es prácticamente inexistente en la comarca.
| 1.º | Potes                | 1499 |
| 2.º | Cillorigo de Liébana | 1215 |
| 3.º | Camaleño             | 1088 |

## Destacado
- Picos de Europa.
- Monasterio de Santo Toribio de Liébana.
- Camino de Santiago del Norte: Ruta Vadiniense.
- Iglesia de Santa María.
- Iglesia de San Vicente.
- Fiesta del Orujo.

## Galería

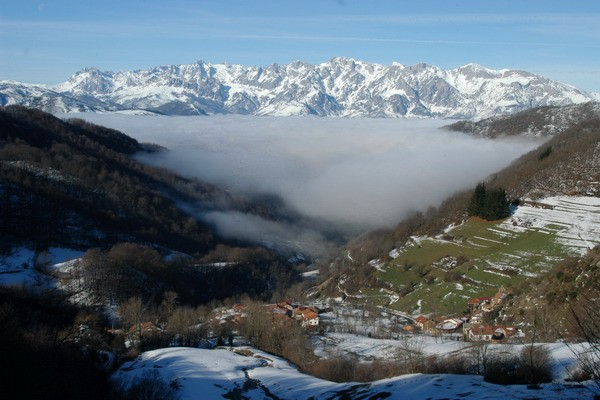
Los Picos de Europa desde la localidad de Lamedo (Cabezón de Liébana).
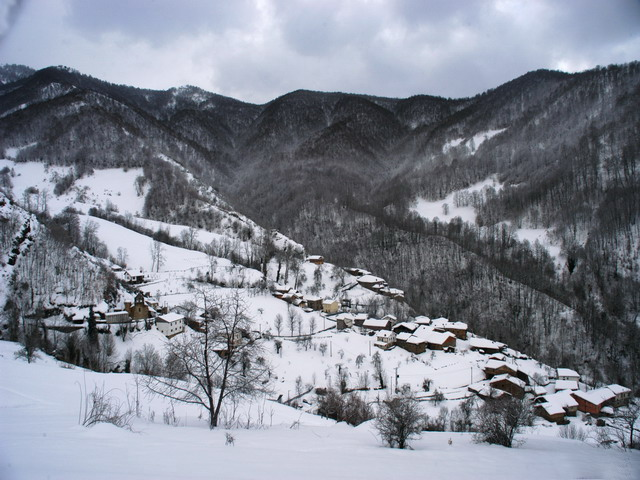
La localidad de Lamedo tras la nevada de invierno (Cabezón de Liébana).
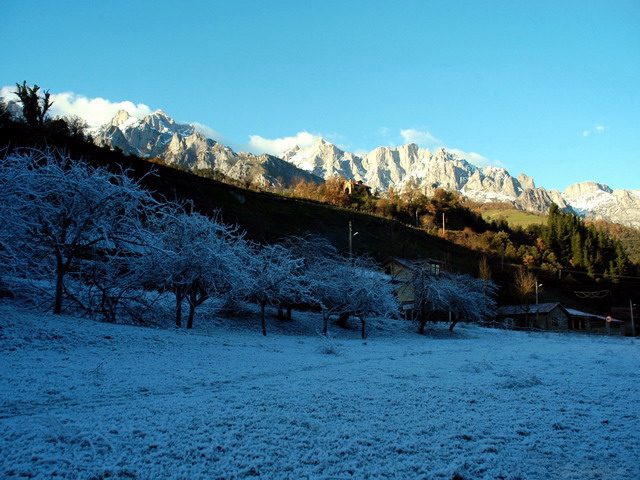
Los Picos de Europa desde Camaleño.
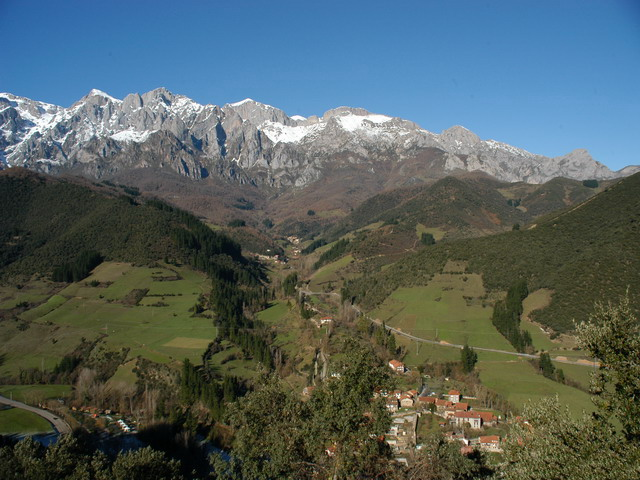
Los Picos de Europa y la localidad de Turieno (Camaleño).
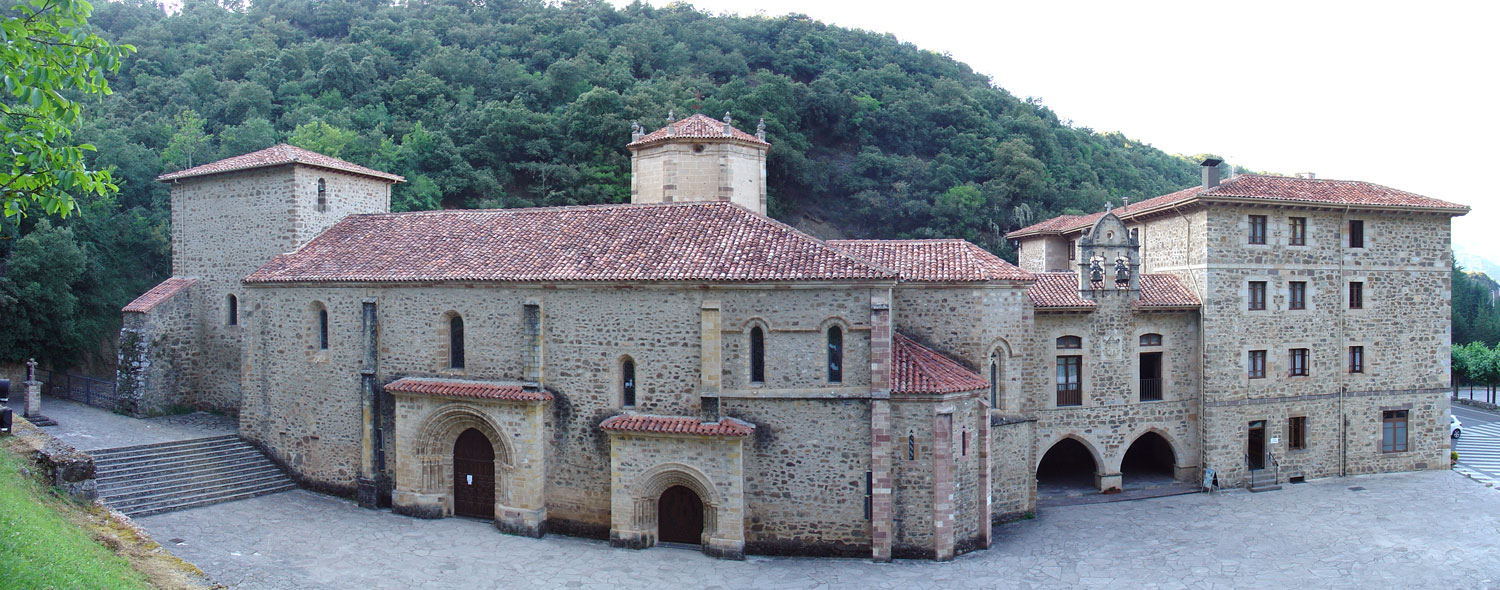
Vista panorámica del Monasterio de Santo Toribio de Liébana.
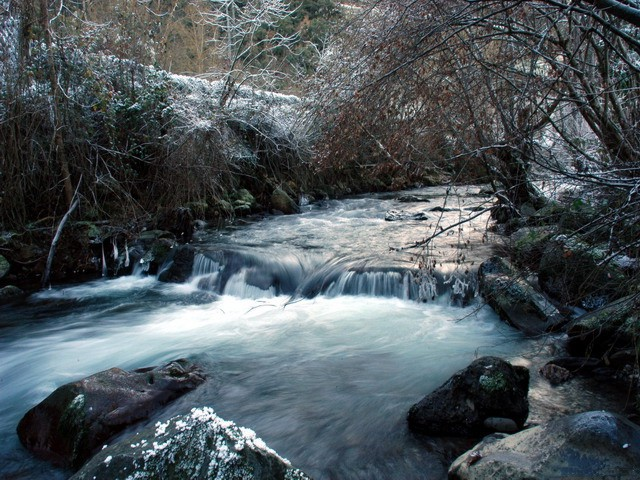
El río Deva.
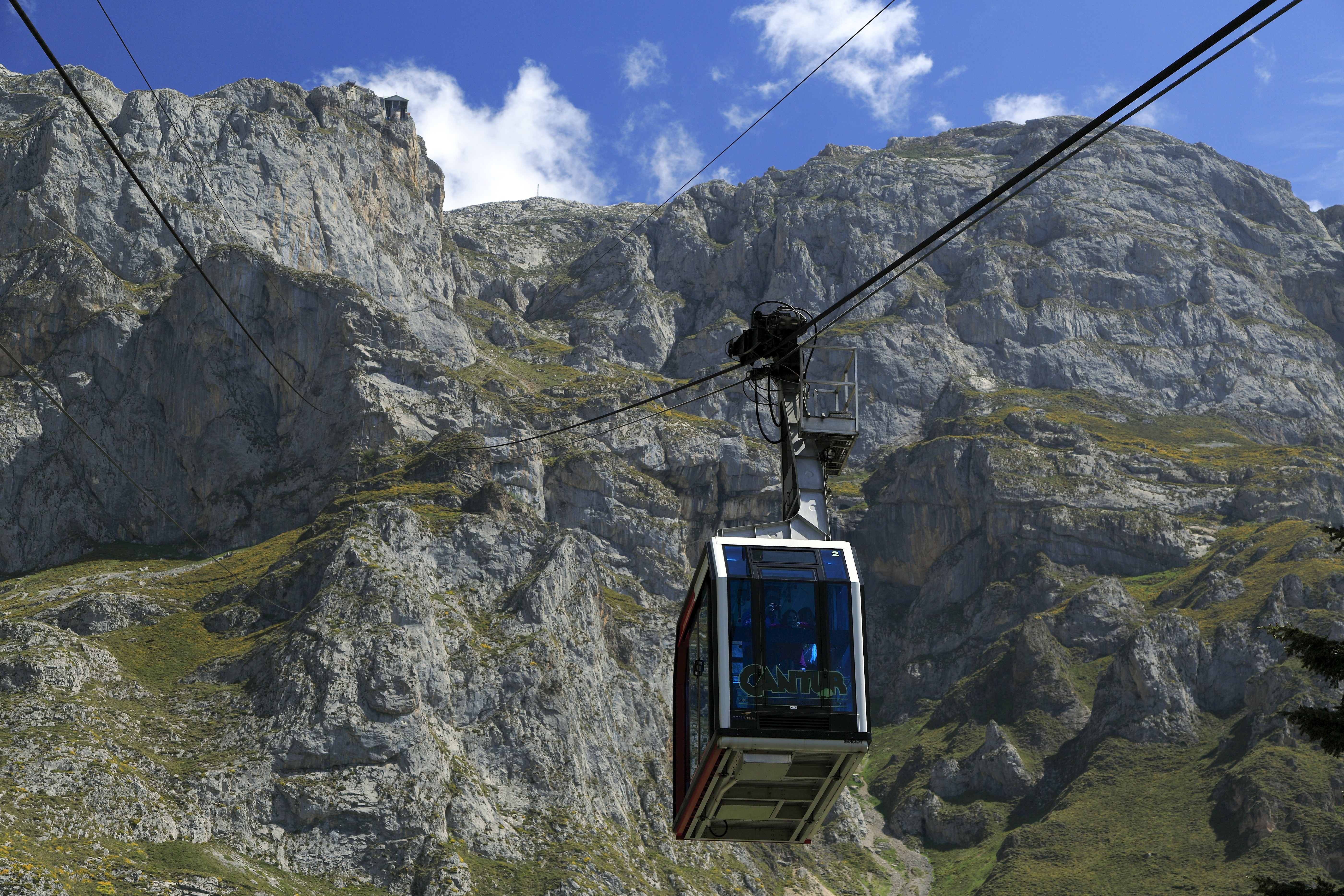
El teleférico de Fuente Dé.
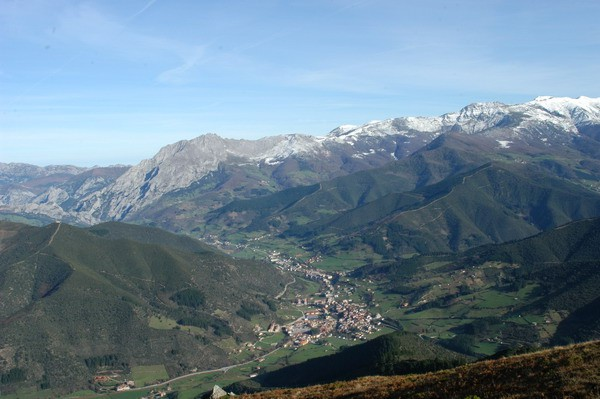
La villa de Potes.
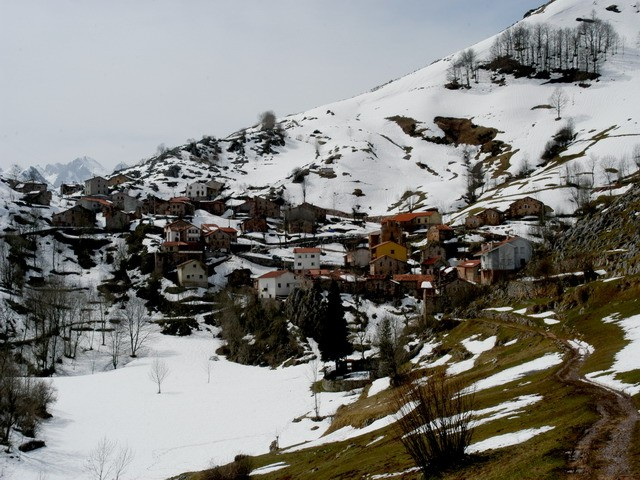
La localidad de Tresviso.
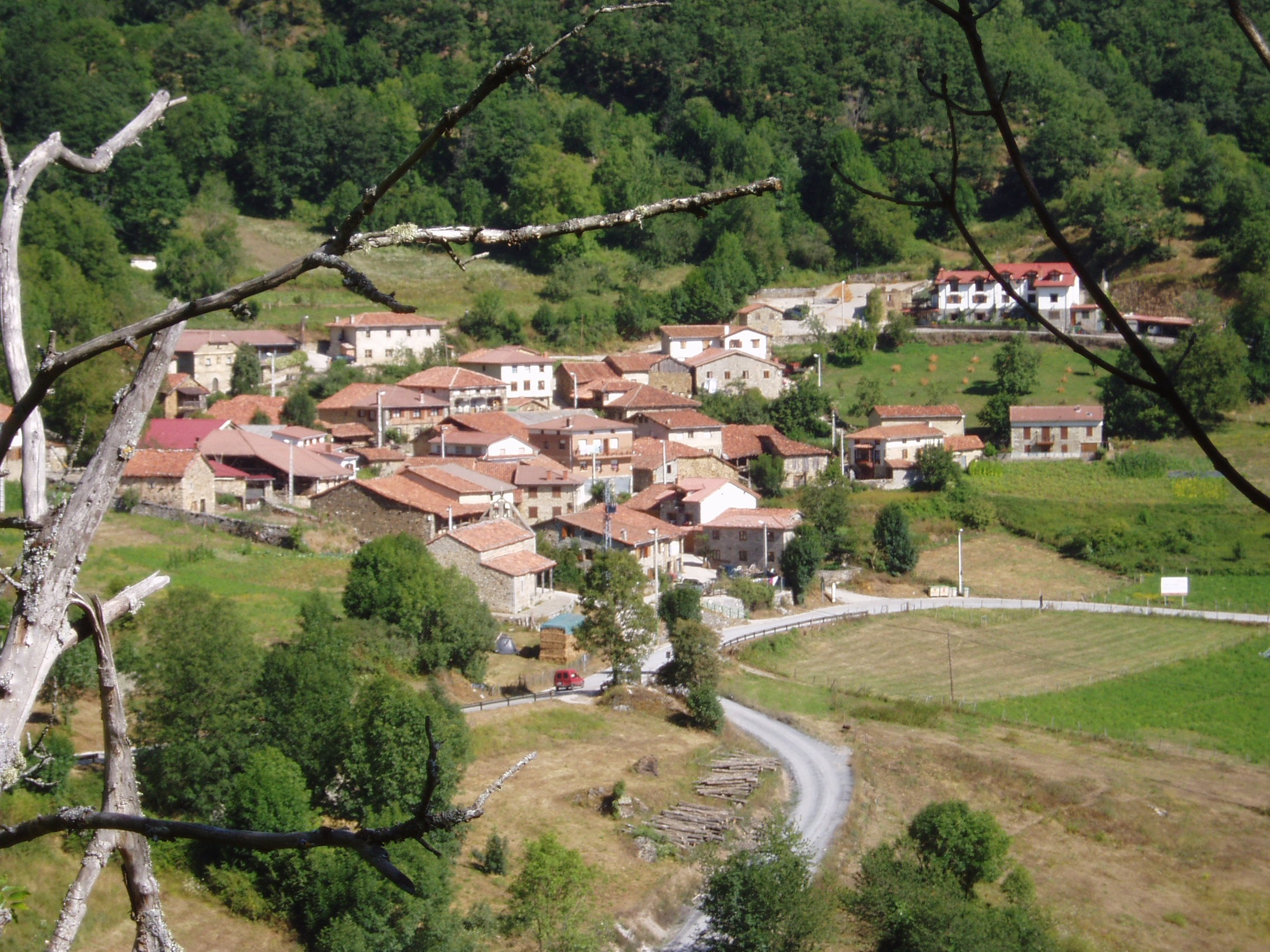
La localidad de Dobres (Vega de Liébana).
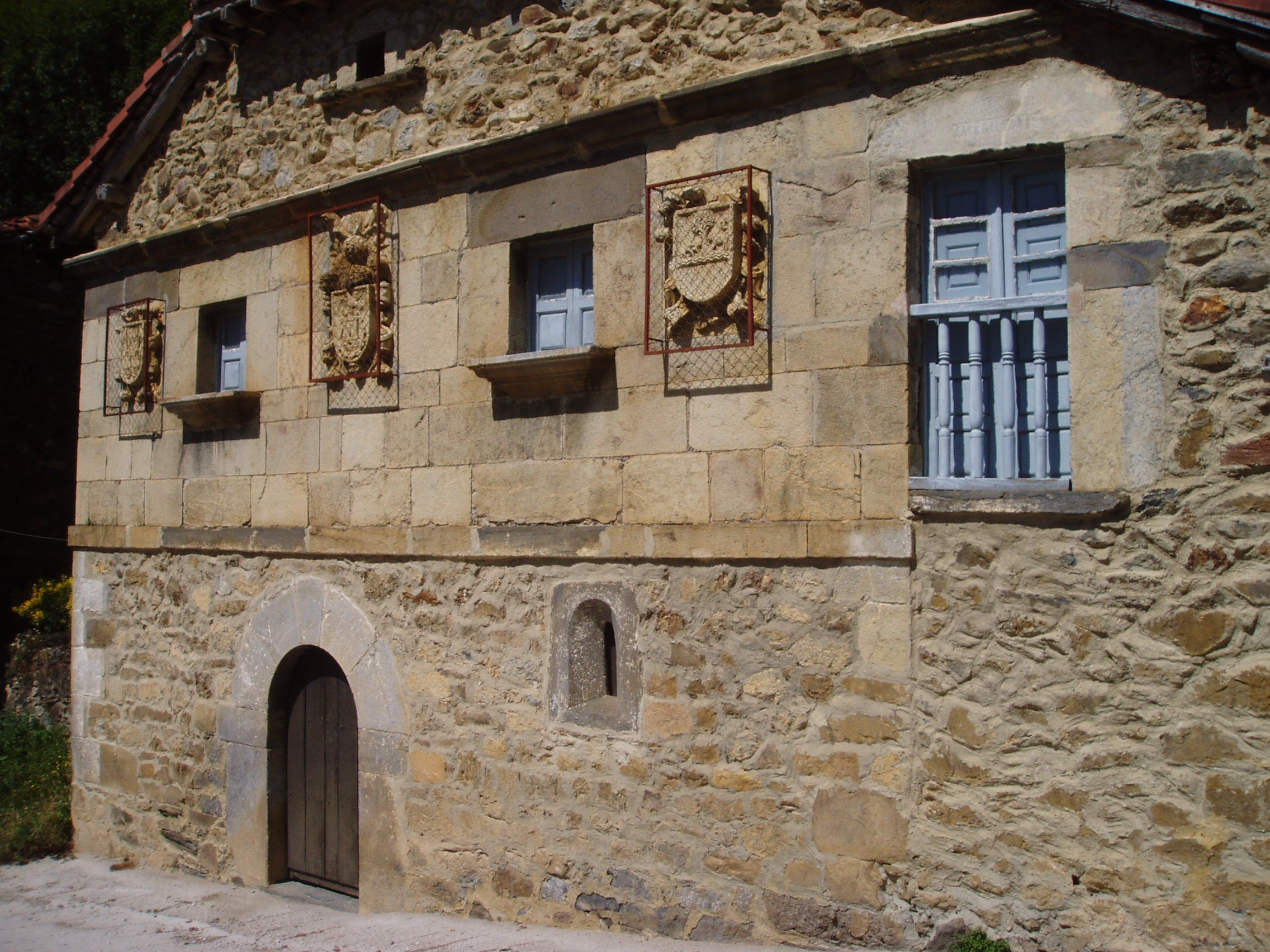
Casona blasonada en Dobres (Vega de Liébana).
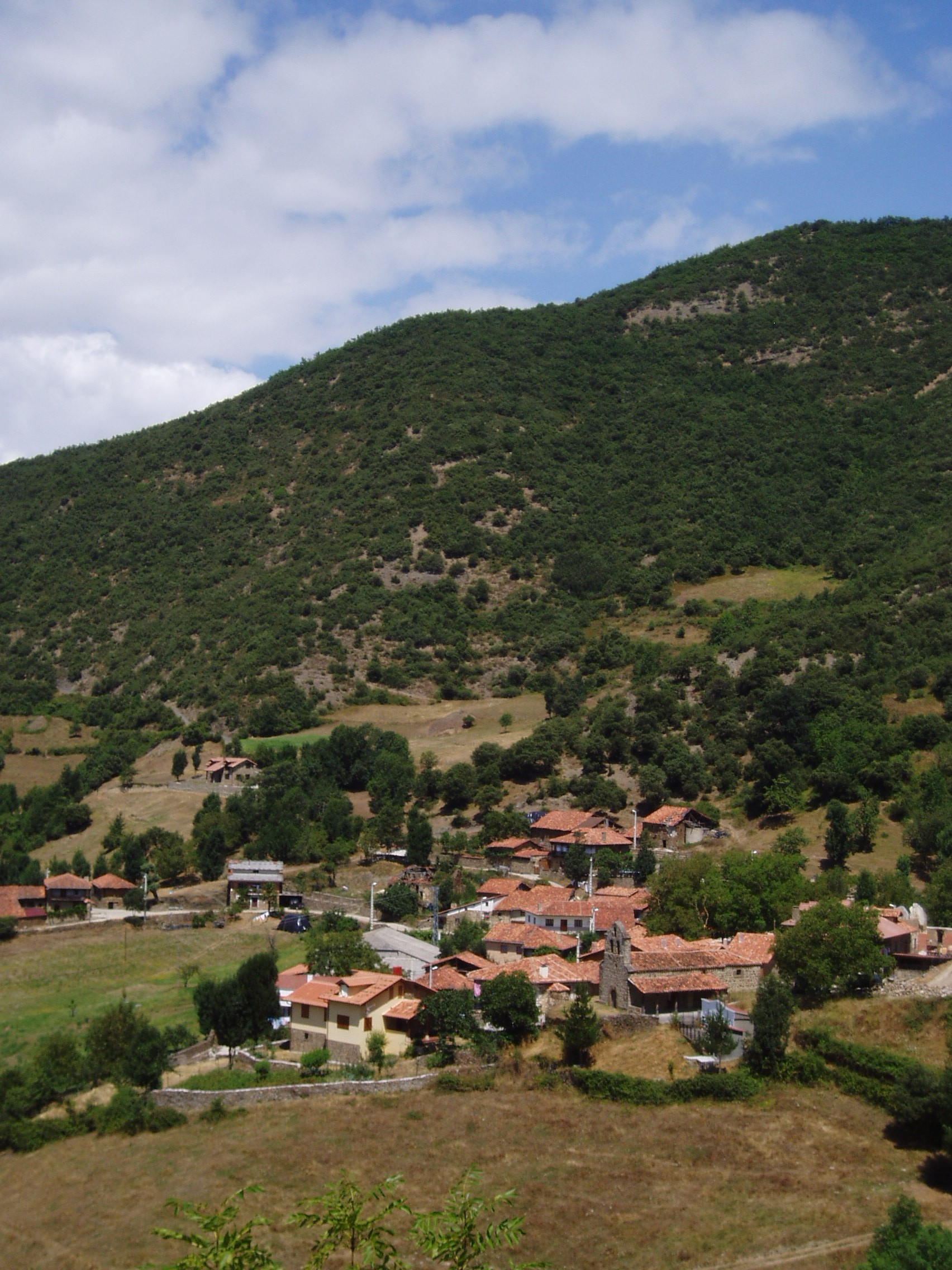
La localidad de Tudes (Vega de Liébana).
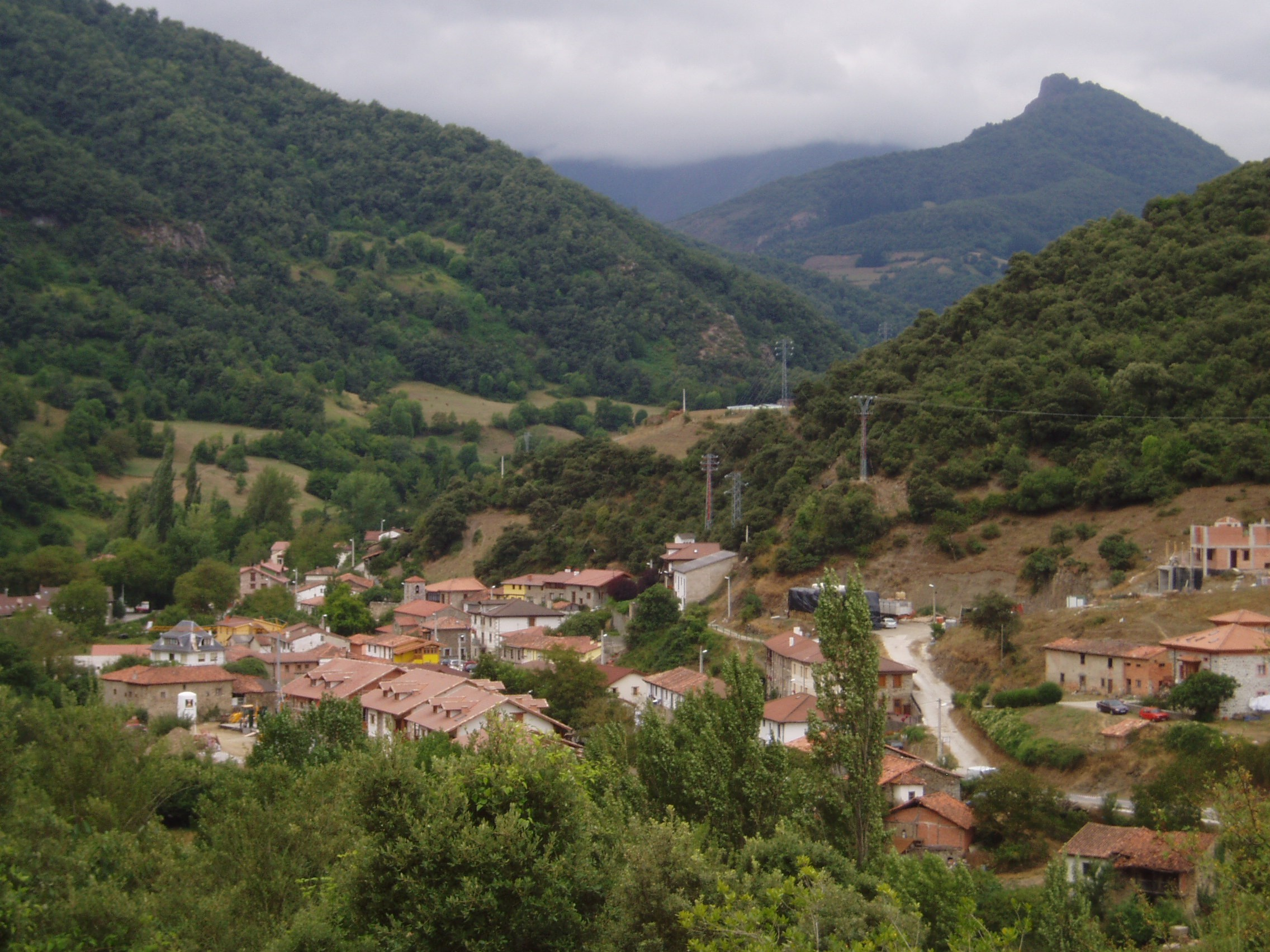
Vista de la capital de Vega de Liébana, La vega.
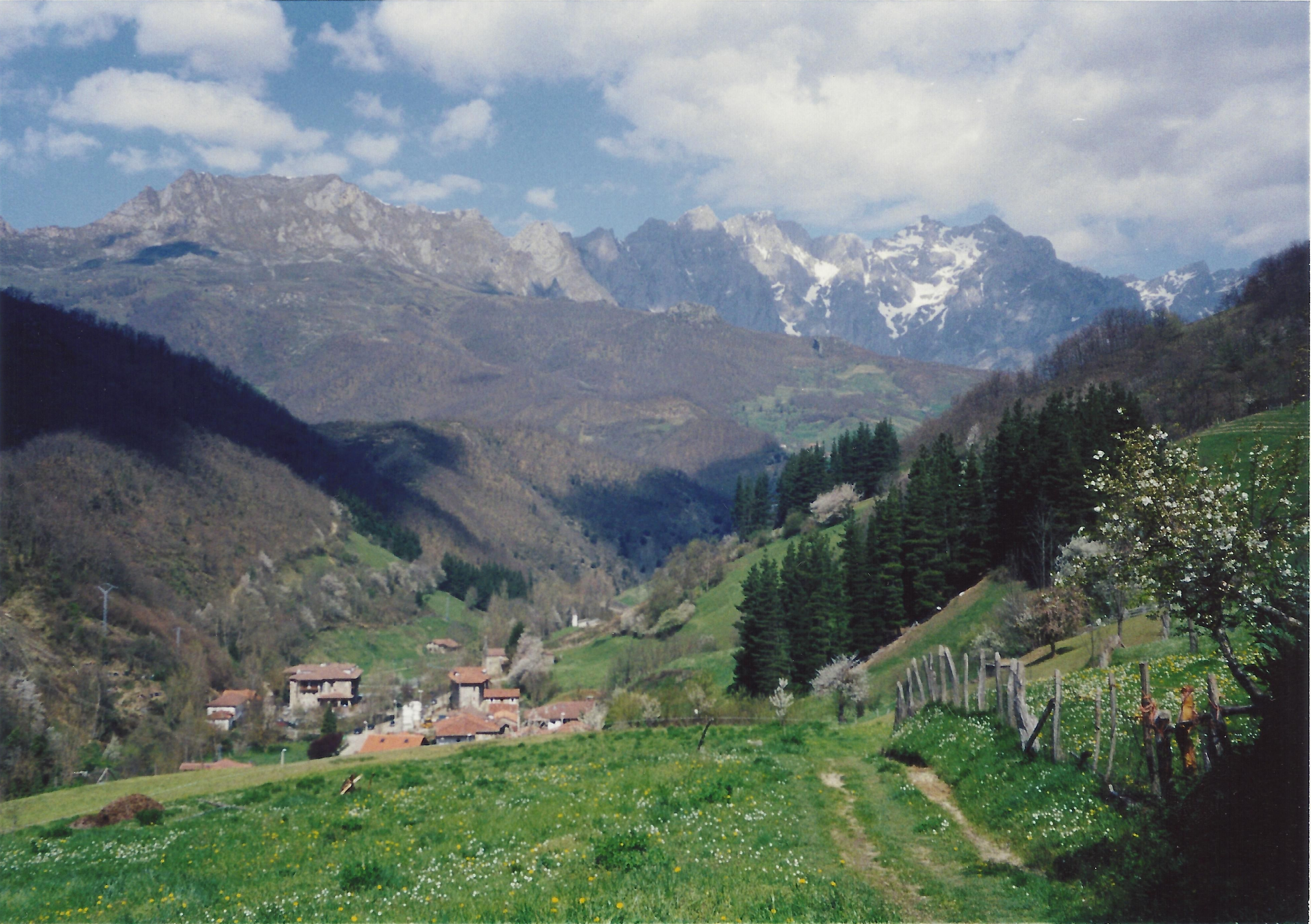
Vista del barrio de Areños en la localidad de Cosgaya.

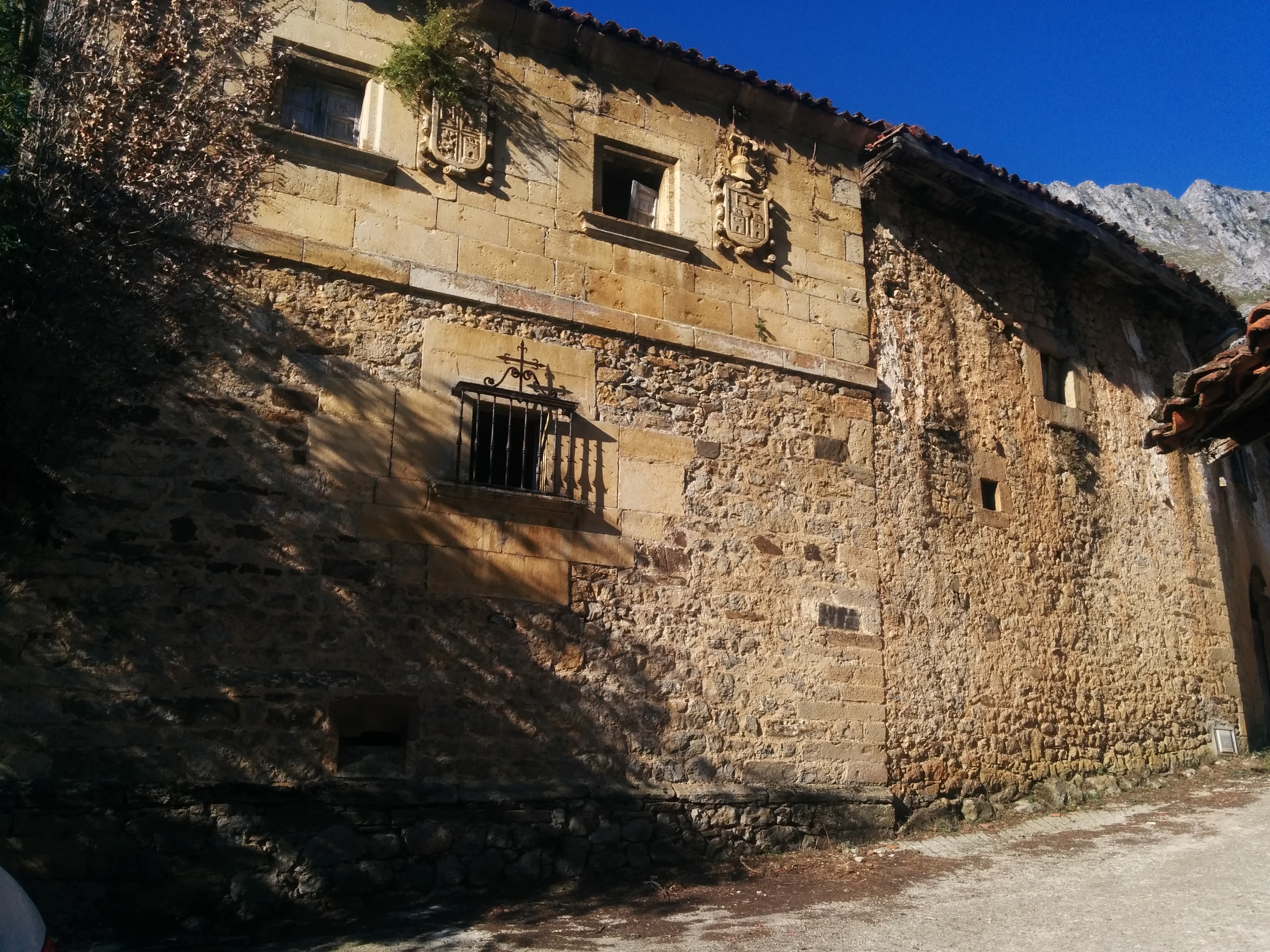
Torre de Vendejo, en Liébana.